# 日本可愛文化

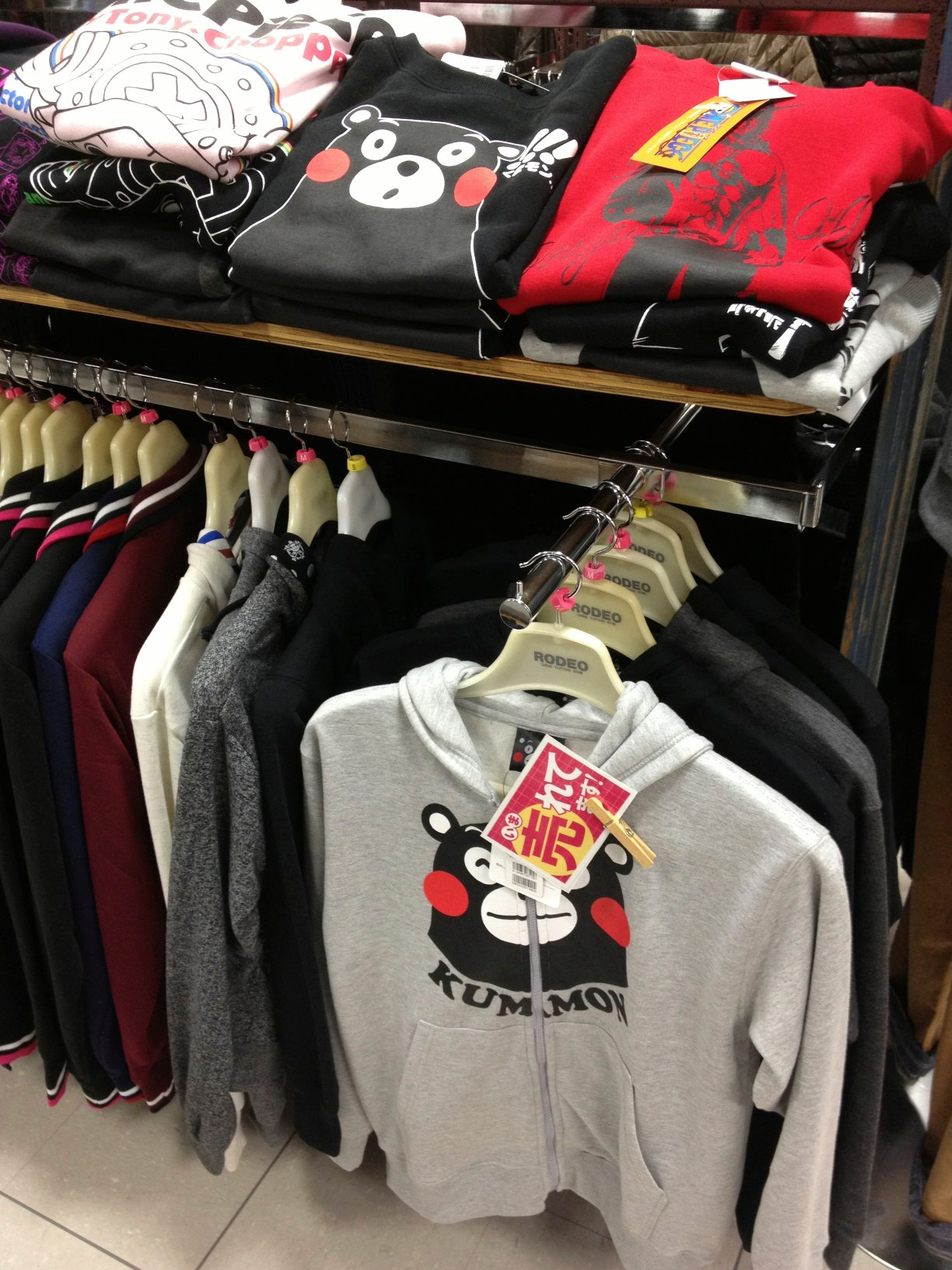
熊本熊是日本萌經濟非常成功的一個典範，圖為印有熊本熊圖案的服裝

是一種文化現象，强調可愛、純真和善良的感覺。澀谷區的原宿和澀谷109，是可愛文化的重要發源地之一。自1970年代以來，「可愛い」已經成為日本文化的重要要素，形成了独特的美学與生活方式，並影响了世界各地的其他文化。

## 可愛文化的例子
可愛文化隨處可見。一些文化案例舉例如下：
- VTuber
- 中華民國法務部調查局吉祥物「黃喉貂查查」[4]
- 唐吉訶德的官方吉祥物企鵝Donpen
- 日本各都道府縣的可愛吉祥物

全日本空輸波音747機身的宝可梦圖案

- 日本郵政公社郵筒上的"Yū-Pack"吉祥物與郵票
- 三麗鷗與San-X[5]
- Sky光遇社群

可愛也用來形容一個人在穿著上很讓人喜爱，比如蘿莉塔風和日本校服。

## 質疑
對可愛抱持懷疑態度的人認為可愛其實是人類童心未泯的象徵。

## 對其他文化的影響
可愛文化在東亞地區非常受歡迎，例如韓國、中國大陸、台灣和香港。

## 外部連結
- （繁體中文）日本文化 難解可愛魔咒 （页面存档备份，存于）
- （繁體中文）日本「卡瓦伊」文化的幼稚力
- （简体中文）日本人生活離不開“卡哇伊”
- （简体中文）日本流行文化 可愛當道 （页面存档备份，存于）
- （简体中文）中日合拍动画片 关公变卡哇伊？，存档于Archive.today（存檔日期 2013-04-27）